# Tokonoma

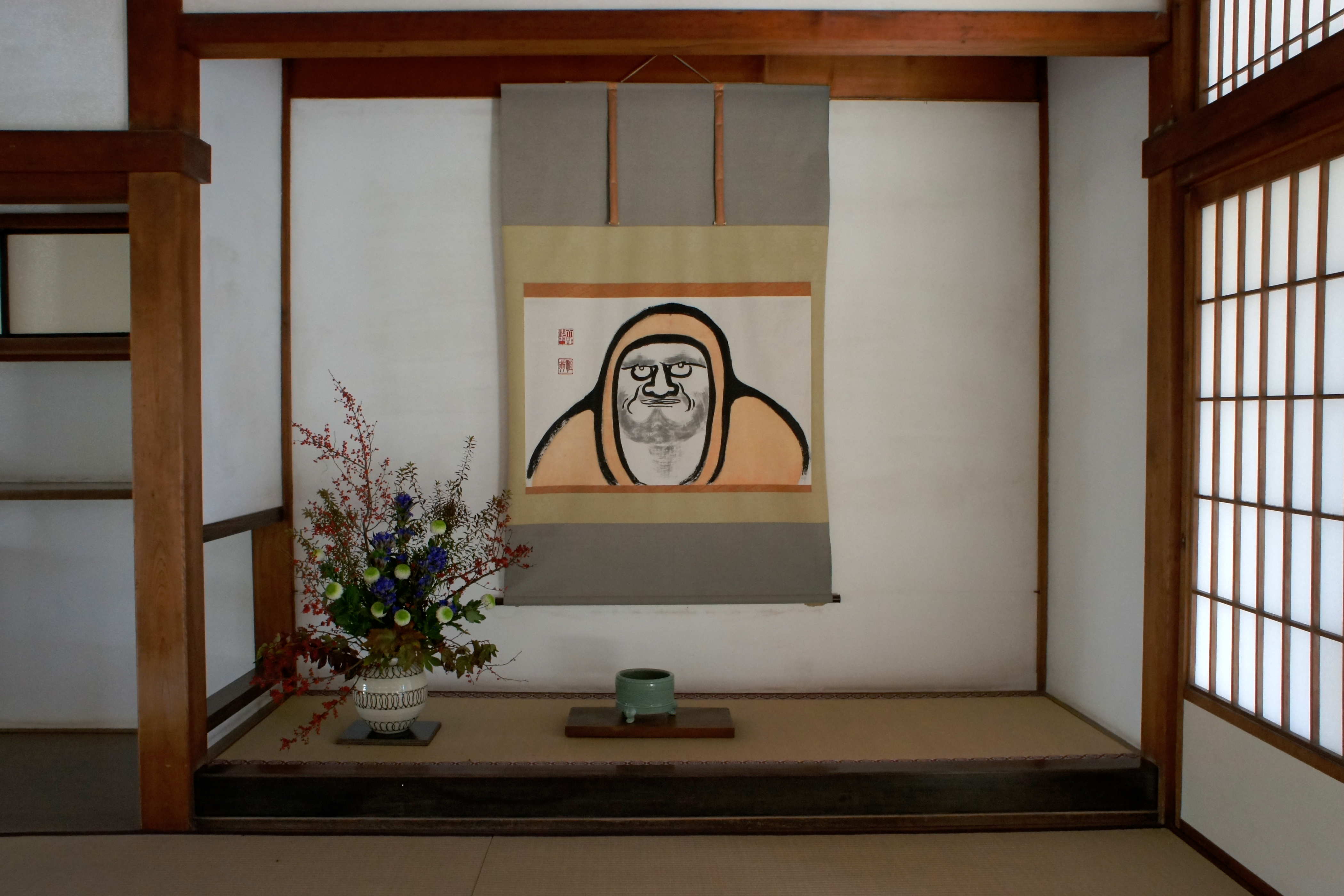
Tokonoma contenant une calligraphie et un ikebana.

Le tokonoma (床の間) est une petite alcôve au plancher surélevé en tatami, où l'on expose des calligraphies, des estampes sous différents formats, des plantes (ikebana, bonsaï, kusamono), des objets d'art ou autres okimono (statuettes ornementales).
C'est un élément essentiel de la décoration traditionnelle de l'intérieur japonais (washitsu).

## Histoire
Les tokonomas apparurent à la fin de l'époque de Muromachi (vers le XVIe siècle), dans les maisons de style shoin. Le tokonoma tirerait son origine des autels funéraires privé (butsudan), présent notamment dans les maisons des moines bouddhistes zen. Ils furent par la suite repris et popularisés dans les maisons de thé (chashitsu). Durant la période Kamakura (1101-1200), les pièces de style shoin et particulièrement le tokonama s’intégrèrent dans les maisons des familles de samouraï. La pièce où se trouvait alors le tokonoma était la pièce pour recevoir les invités et conduire des négociations ou discussions. La personne ayant le rang le plus élevé devait s’asseoir devant l'alcôve, afin de marquer sa position sociale. Le tokonama avait alors pour but d'affirmer le prestige de la maison familiale du samouraï qui le possède. À partir du XVIIe siècle, ils commencèrent à intégrer les palais puis furent finalement également adoptés par les gens du commun.
Dans son Éloge de l'ombre, l'écrivain Jun'ichirō Tanizaki voit dans le tokonoma la quintessence du clair-obscur typique de l'esthétique japonaise.